# Keledy Tibor
Keledy Tibor a fost primar al municipiului Cluj în perioada 16 aprilie 1941 – 20 aprilie 1944, după care a fost primar al Budapestei până în octombrie 1944, când a demisionat. și a părăsit Ungaria.